# Дост Алі-хан
Дост Алі-хан (урду دوست علی خان; д/н — 20 травня 1740) — 4-й наваб Аркоту у 1732—1740 роках.

## Життєпис
Його родина походила з Конкану. Син Гулам Алі-хана. 1712 року був всиновлений стрийком Мухаммадом Саадатула-ханом I, навабом Аркоту, який за цим оголосив небожа своїм спадкоємцем. Про молоді роки обмаль відомостей.
1732 року спадкував владу. Продовжив агресивну зовнішню політику, проте тепер увагу звернув на південь — проти князівств Майсур і Траванкор. 1734 року втрутився в боротьбу за владу в Мадурайському наякстві, зрештою 1736 року у битві при Аммаянаяякканур (біля Діндігула) війська наваба завдали поразки наяку Бангару Тірумалая, після чого приєднано володіння останнього було приєднано до Аркоту. 
Водночас, скориставшись послабленням майсурських магараджей, Дост Алі-хан переміг Крішнараджу Вадіяра II, захопивши частину його володіння. Останній фактично став титулярним правителем, над яким було поставлено Гайдара Алі. За цим наваб виступив проти магараджи Мартанди Варми, який натомість звернувся по допомогу до Баладжі Баджі Рао, пешви Держави маратхів. Разом з тим почалися перемовини між навабом і магараджею, в результаті чого володіння Аркоту частково розширені, також Дост Алі-хан отримав чималі кошти. Втім ворожість залишалася.
1740 року почав військові дії проти Пратапсінгха, магараджи Тханджавура, попередники якого були васалами Імперії великих Моголів, але той не забажав сплачувати данину навабу. У відповідь Дост Алі-хан завдав поразки Пратапсінгху. В цей час несподівано проти наваба виступило маратхське військо на чолі з Раґходжі Бхонсле. 20 травня 1740 року в битві при Дамалчеррі Дост Алі-хан зазнав поразки і загинув. Владу перебрав син загиблого Сафдар Алі-хан.